# Jean Gaupillat
Jean Gaupillat, francoski dirkač, * 6. januar 1891, Francija, † 22. julij 1934, Dieppe, Francija.
Jean Gaupillat se je rodil 6. januarja 1891. Na dirkah za Veliko nagrado je prvič sodeloval v sezoni 1927, ko je na dirki za Veliko nagrado San Sebastiána odstopil. Največji uspeh v karieri je dosegel v sezoni 1931, ko je na dirki Circuit d´Esterel Plage osvojil z dirkalnikom Bugatti T37A drugo mesto. Kasneje v sezoni je na prvenstveni dirki za Veliko nagrado Italije osvojil četrto mesto skupaj s slavnim Jean-Pierrom Wimillom. Od sezone 1932 je dirkal z bolj zmogljivim dirkalnikom Bugatti T51, toda še vedno je na večini dirk odstopil. V sezoni je dosegel edino uvrstitev s petim mestom na dirki za Veliko nagrado Marseilla. Podobno se mu je dogajalo tudi v sezoni 1933, v sezoni 1934 pa se je, po solidnem osmem mestu na dobro zastopani dirki Eifelrennen, smrtno ponesrečil na naslednji dirki za Veliko nagrado Dieppa ob trku v drevo.